# Carmen (album)
Carmen från 2000 är ett musikalbum av Anders Widmark. Albumet innehåller Anders egen tolkning av Bizets opera Carmen.

## Låtlista
Spår 4 och 9 är komponerade av Anders Widmark, övrig musik av Georges Bizet.
1. Introduction – 1:01
2. Song for a Toreador – 4:12
3. Enter the Drums – 3:24
4. Piano Interlude – 1:20
5. Manuelita's Dream – 4:27
6. Carmen's Choice – 1:37
7. Away You'd Come with Me – 2:51
8. Habanera Variations – 4:50
9. Intermezzo – 2:22
10. Seguidilla – 3:57
11. Gypsy Dance – 3:34
12. Don José and Micaēla – 5:09

## Medverkande
- Anders Widmark – piano, arrangemang
- Backa-Hans Eriksson – bas
- Lars Danielsson – cello, bas
- Lennart Gruvstedt – trummor
- Jörgen Stenberg – timpani, marimba, congas, celesta, vinglas